# Diva (альбом Аструд Жилберту)
Diva — сборник бразильской вокалистки Аструд Жилберту, выпущенный 20 мая 2003 года на лейбле Verve Records в рамках серии «The Diva Series», в которой были представлены лучшие джазовые исполнительницы XX века. В альбом вошли в основном записи, сделанные Жилберту для Verve, включая «The Girl From Ipanema», «Agua de Beber», «Corcovado (Quiet Nights of Quiet Stars)», «So Nice (Summer Samba)» и «Dindi».

## Отзывы критиков
| Оценки критиков | Оценки критиков |
| Источник        | Оценка          |
| --------------- | --------------- |
| AllMusic        | [ 3 ]           |

Джон Буш из AllMusic поставил альбому три звезды отметил, что в сборник вошли песни из лучшего десятилетия «бразильской канарейки с голосом, подобным меду, и дикцией, в которую невозможно поверить», 1960-х, а поскольку не все её пластинки были переизданы на компакт-дисках в США, составители также добавили треки, такие как «Eu e Voce» и «Canto de Ossanha (Let Go)», которые смогут удивить некоторых поклонников Жилберту. По мнению музыкального критика Уилла Фридуолда существуют такие дивы, которые могут олицетворять определенный момент в истории музыки, и таким он относит Аструд Жилбурту: «История выбрала её для распространения нового бразильского бита (буквально босановы) в Северной Америке и остальном мире, символизируя более мягкую (но всё ещё сексуальную) и оптимистичную сторону бурной эпохи». Также он заметил, что она была не-дивой: «Там, где дивы грандиозны и значат больше, чем жизнь, Жилберту была той редкой представительницей шоу-бизнеса без наигранности и прикрас. Там, где большинство примадонн предлагают зрелость и с трудом приобретённый опыт, Жилберту предлагает молодость, невинность и вечный оптимизм. Там, где большинство примадонн бесконечно стараются держаться на сцене, чтобы быть в центре всеобщего внимания, Жилберту звучала скорее как стихия природы; её голос, казалось, исходил от ветра, от прибоя, от самого солнца. И все же, несомненно, она примадонна: никто, кроме примадонны, не смог бы воплотить целое музыкальное движение, и никто, кроме примадонны, не смог бы превратить пластинку в самый продаваемый джазовый альбом своего времени».

## Список композиций
1. «Agua de Beber» (Антониу Карлос Жобин, Винисиус ди Морайс) — 2:19
2. «Bim Bom» (Жуан Жилберту) — 1:51
3. «Tu Mi Delirio» (Сесар Портильо де ла Лус) — 3:39
4. «The Girl from Ipanema» (Норман Гимбел, Антониу Карлос Жобин, Винисиус ди Морайс) — 5:24
5. «On My Mind» (Эумир Деодату, Норман Гимбел) — 2:42
6. «Misty Roses» (Тим Хардин) — 2:38
7. «Manhã de Carnival» (Луис Бонфа, Антониу Мария) — 1:56
8. «Non-Stop to Brazil» (Луис Бонфа, Мэтт Даби, Норман Гимбел) — 2:25
9. «I Haven’t Got Anything Better to Do» (Ли Покрисс, Пол Вэнс) — 2:55
10. «Corcovado» (Антониу Карлос Жобин, Джин Лис) — 4:14
11. «Eu e Voce (Me and You)» (Антониу Карлос Жобин, Винисиус ди Морайс) — 2:26
12. «The Gentle Rain» (Мэтт Даби) — 2:24
13. «So Nice (Summer Samba)» (Норман Гимбел, Маркос Валле, Паулу Сержиу Валле) — 2:39
14. «Berimbau» (Рэй Гилберт, Винисиус ди Морайс, Баден Пауэлл) — 2:24
15. «Once Upon a Summertime» (Эдди Барклай, Мишель Легран, Эдди Марней, Джонни Мерсер) — 3:05
16. «All That’s Left Is to Say Goodbye» (Рэй Гилберт, Антониу Карлос Жобин, Винисиус ди Морайс) — 3:12
17. «Dindi» (Рэй Гилберт, Антониу Карлос Жобин) — 2:42
18. «Stay» (Гейл Колвелл) — 2:41
19. «Canoeiro» (Эумир Деодату) — 1:34
20. «A Certain Sadness» (Джон Каурт, Карлос Лира) — 3:09
21. «Canto de Ossanha» (Винисиус ди Морайс, Баден Пауэлл) — 3:06

## Участники записи
- Художественное направление — Холлис Кинг
- Редактор буклета — Александр Гельфанд
- Продюсер компиляции — Марк Смит
- Составлено — Джордж Эванс
- Дизайн — Пол Ломбарди
- Дизайн серии — Tolleson Design
- Исполнительный продюсер — Кен Друкер
- Иллюстрации — Гэри Келли
- Примечания — Уилл Фридуолд
- Менеджмент — Шернис Смит
- Мастеринг — Аллан Такер
- Фотография — Чак Стюарт
- Продюсер оригинальных записей — Крид Тейлор (1-4, 6-8, 10-20), Пит Спарго (5) ,Брукс Артур (9, 21)
- Руководитель — Брайан Кониарц